# 許攸
許攸（155年前後—204年或208年），字子遠，東漢南陽郡人，东汉末年初為袁绍早期的謀士，也是曹操在官渡之戰中發生轉折的人物。許攸年輕時與袁紹、曹操相友善，後來成為袁紹的謀士，多次為袁紹出謀劃策均不被聽從，深感不滿。官渡之戰之際，許攸貪財，紹不能足而投奔曹操；官渡勝利後，自恃功高而触怒曹操，後被告發而被杀。

## 生平

### 計協袁氏
184年，冀州刺史王芬與許攸、周旌、陈逸、襄楷等人謀廢漢靈帝，立合肥侯，結果，王芬自殺，許攸逃亡，以失敗告終。
189年，袁紹從董卓处逃出，投奔冀州，許攸跟隨並成為袁紹的謀士，力勸袁紹與曹操聯盟。
196年，漢獻帝東歸，許攸勸袁紹迎接獻帝，袁紹不聽，最終曹操迎接了漢獻帝劉協，許攸深感不滿。

### 議策立助
200年，曹操與袁紹交戰，許攸勸袁紹緩攻曹操，並建議輕軍夜襲許都，袁紹自認強盛，不聽勸諫，許攸深感失望。許攸貪財，其家人犯法，被審配收治，許攸於是投奔曹操提供了重要情報。曹操聞許攸來投，高興得赤腳出來迎接他。據《三國志·武帝紀》中裴註引《曹瞞傳》記載，許攸問曹操糧草可支撐多久，曹操先後告訴許攸可支撐一年和半年，許攸都堅定地認為不是；之後曹操如實说出只能支持大軍一個月，許攸於是建議曹操趁袁紹不備，假扮袁軍出兵故市和烏巢燒其糧草，結果大獲全勝。
之後曹操念及舊情，希望把戰俘淳于瓊收為己用，許攸則覺得淳于瓊會因為鼻子被割掉而懷恨曹操，並向曹操說道：「到了明天早上他在镜中見到自己模樣，這個恥辱只會更加不能忘記。」曹操於是殺掉淳于瓊。袁紹死後，許攸獻計決漳河河水淹冀州城，攻克該城，令袁紹之子袁尚兵敗逃亡，斬審配首。冀州城陷，袁紹基業徹底崩潰。
官渡之戰後，許攸跟隨曹操平定冀州，立有功勞，但許攸居功自傲，屢次輕慢曹操，稱呼曹操小名「阿瞞」，曹操面雖嘻笑，心實芥蒂。一次，許攸出鄴城東門，對左右說：「汝不得我，安得入此門？」有人向曹操告發，於是許攸被收押，最終被殺。

## 艺术形象

### 三國演義
原袁紹謀士，官渡大戰時數次獻計皆不被用，對袁紹昏庸心灰意冷改投曹操，為曹操透露烏巢情報大勝袁紹（當中二人討論糧草的對話被加工為許攸完全不相信曹操的所有回答，並由許攸說出曹軍糧草已盡，並出示截獲的曹操催糧書信為證）。後來隨曹操平冀州時，自以為功高而傲慢自大，常把曹操無我便無法取勝之類的話掛嘴邊而惹怒許褚，许褚暴怒之下殺死許攸，因此許褚被曹操責罵一頓但無重罰，最終許攸被曹操所安葬。

### 影视形象
- 1994年电视剧《三国演义》：石小满
- 1999年电视剧《曹操》：李宏斌
- 2010年电视剧《三国》：许毛毛
- 2014年电视剧《曹操》：卢亚宁

## 評價
- 陳壽《三國志》：「許攸貪財，紹不能足。」
- 孔融：「許攸，智計之士也。」
- 荀彧：「許攸貪而不治。」
- 袁术：“许子远凶淫之人，性行不纯。”
  - 陶丘洪回袁術：「許子遠雖不純而赴難不憚儒足。」
- 司马光：“昔周得微子而革商命，秦得由余而霸西戎，吴国得伍员而克强楚国，汉得陈平而诛项籍，魏得许攸而破袁绍；彼敌国之材臣，来为己用，进取之良资也。”
- 罗贯中：“堪笑南阳一许攸，欲凭胸次傲王侯。不思曹操如熊虎，犹道吾才得冀州。”
- 何焯：“许攸卖国邀功，小人之尤者，收治之殊快也。”